# Cobîlea (stație c.f.), Șoldănești
Cobîlea este un sat-stație de cale ferată din cadrul comunei Cotiujenii Mari din raionul Șoldănești, Republica Moldova.